# André de Paula
André Carlos Alves de Paula Filho GCMD (Recife, em 22 de julho de 1961) é um advogado e político brasileiro. Atualmente, é presidente regional do Partido Social Democrático (PSD) e deputado federal por Pernambuco. Em 29 de dezembro de 2022, foi anunciado como o Ministro da Pesca e Aquicultura do terceiro governo Lula.

## Biografia
Filho de André Carlos Alves de Paula e Maria Cândida Moura Alves de Paula, formou-se em direito pela Universidade Federal de Pernambuco em 1986.
Iniciou a sua vida política-partidária ainda estudante, quando em 1982 se filiou ao PDS, permanecendo até 1988, ano em que se filiou ao Partido da Frente Liberal. No PFL conquistou seu primeiro mandato eletivo, o de vereador constituinte e, em segunda, o de deputado estadual, em 1991. Em 1999 assumiu pela primeira vez uma cadeira na Câmara dos Deputados, como Deputado Federal pelo PFL sendo reeleito pelo mesmo partido no mandato 2003-2006. No mandato 2007-2010 foi eleito Deputado Federal pelo DEM. Já no mandato 2011-2014 foi eleito Deputado Federal pelo PSD.
No executivo Estadual comandou as secretarias do Trabalho e Ação Social do e de Produção Rural e Reforma Agrária do Estado de Pernambuco.
Foi reeleito deputado federal em 2014, para a 55.ª legislatura (2015-2019), pelo PSD. Votou a favor do Processo de impeachment de Dilma Rousseff. Já durante o Governo Michel Temer, votou a favor da PEC do Teto dos Gastos Públicos. Em abril de 2017 foi favorável à Reforma Trabalhista. Em agosto de 2017 votou a favor do processo em que se pedia abertura de investigação do então presidente Michel Temer.
Em dezembro de 2014, foi nomeado para a secretaria das cidades, pelo governador Paulo Câmara, sendo substituído por Carlos Eduardo Cadoca. No entanto, em 23 de agosto de 2018, foi substituído por Francisco Antônio Souza Papaléo, devido sua intenção em concorrer a candidatura de deputado federal para o mandato 2019-2022, no qual conseguiu ser eleito.

### Ministério da Pesca
Em 1º de janeiro de 2023, afastou-se da Câmara dos Deputados para ser nomeado ministro da Pesca e Aquicultura pelo presidente empossado Luiz Inácio Lula da Silva. Em junho, André foi promovido por Lula ao último grau da Ordem do Mérito da Defesa, a Grã-Cruz suplementar.